# Atacul marțienilor!
Atacul marțienilor! (engleză: Mars Attacks!) este un film SF american din 1996 regizat de Tim Burton după un scenariu de Jonathan Gems. Bazat pe seria idol de cartonașe colecționabile cu același nume, filmul folosește elemente de comedie neagră și satiră politică, fiind realizat ca o parodie a filmelor B științifico-fantastice. În rolurile principale joacă actorii Jack Nicholson, Glenn Close, Annette Bening, Pierce Brosnan și Danny DeVito, cu Sarah Jessica Parker, Martin Short, Natalie Portman, Michael J. Fox și Christina Applegate în roluri secundare.
Burton si Gems au început dezvoltarea acestui film în 1993, iar Warner Bros a cumpărat drepturile de ecranizare ale seriei de cartonașe colecționabile în numele lui Burton. Când Gems a finalizat prima ciornă a scenariului în 1994, Warner Bros a solicitat rescrierea scenariului unei echipe formate din Gems, Burton, Martin Amis, Scott Alexander și Larry Karaszewski ca o încercare de a reduce bugetul la 60 milioane $. Bugetul producției finale a ajuns la 80 milioane $, în timp ce Warner Bros a cheltuit alte 20 de milioane $ pentru campania de promovare a filmului. Filmările au durat din februarie până în noiembrie 1996. Filmul a devenit celebru datorită ciudatului râs extraterestru, sunet care a fost creat prin inversarea măcănitului unor rațe.
Producătorii filmului au angajat Industrial Light & Magic pentru a crea marțienii folosind animația pe computer după ce a fost anulat planul inițial de a se folosi filmarea stop-motion supervizată de către Barry Purves. Atacul marțienilor! a fost lansat la 13 decembrie 1996 primind recenzii împărțite din partea criticii. Filmul a avut încasări totale de aproximativ 101 milioane dolari la box-office, lucru care a fost considerat dezamăgitor. Atacul marțienilor!  a fost nominalizat la Premiul Hugo pentru cea mai bună Prezentare Dramatică și a câștigat mai multe Premii Saturn.

## Distribuție
| Actor                | Personaj                       |
| -------------------- | ------------------------------ |
| Jack Nicholson       | președinte James Dale/Art Land |
| Glenn Close          | Prima Doamnă Marsha Dale       |
| Annette Bening       | Barbara Land                   |
| Pierce Brosnan       | Profesor Donald Kessler        |
| Danny DeVito         | cartofor                       |
| Martin Short         | Press Secretary Jerry Ross     |
| Sarah Jessica Parker | Nathalie Lake                  |
| Michael J. Fox       | Jason Stone                    |
| Rod Steiger          | Decker                         |
| Jim Brown            | Byron Williams                 |
| Tom Jones            | el însuși                      |
| Lukas Haas           | Richie Norris                  |
| Natalie Portman      | Taffy Dale                     |
| Pam Grier            | Louise Williams                |
| Brian Haley          | Mitch                          |
| Jack Black           | Billy Glenn Norris             |
| Ray J                | Cedric Williams                |
| Paul Winfield        | General Casey                  |
| Christina Applegate  | Sharona                        |
| Lisa Marie           | Marțiană                       |
| Sylvia Sidney        | Oma Norris                     |